# Вайк ан Зее
Вайк ан Зее (или Вейк-ан-Зе, на нидерландски: Wijk aan Zee) е град в Нидерландия. Намира се в община Бевервейк, провинция Северна Холандия, на брега на Северно море, на 20 километра северно от Амстердам. Географските му координати са 52° 30′ северна ширина и 4° 36′ източна дължина. Населението му към 1 януари 2024 г. наброява 2155 души.
Вайк ан Зее е известен главно заради един от най-големите шахматни турнири, който се провежда в града всяка година от 1968 г. насам.

## География
През X и XI век са образувани няколко параболични дюни в района на Вайк ан Зее, тъй като устойчивата суша достига до брега и пясъкът е разпенен навътре в морето. В басейните, образуващи тези подводни дюни, може да се утаи глина от морето, позволявайки на халофилните растения да процъфтяват и след умирането да формират торфен слой. С изтеглянето на морето и притока на прясна вода от дюните, басейните се превръщат в относително плодородни полета на дюните, подходящи за култивиране от хората. Въпреки че са създадени няколко такива полета, селищната поляна, разположена централно във Вайк ан Зее, е единственият останал пример.

## Риболовно селище
До средата на XIX век Вайк ан Зее е било типично рибарско селище. Художникът Рихард Аерц, който е роден тук през 1482 г., е син на рибар. Селото обаче нямало пристанище, което през XIX век означава, че губи конкуренцията с други рибарски селища в региона. Били са използвани все повече и повече кораби, които вече не можело просто да бъдат издърпани на плажа, както е било обичайно преди това. Риболовът във Вайк ан Зее бавно отмира. Около 1811 г. бедността принуждава намаляващото население да търси Бевервейк ежедневно.

## Курортно дело
Откриването на първия морски хотел на Де Званстрат (1881) е първата стъпка към нова индустрия – туристическата. Населението започна да се фокусира върху приемането на летовници. Особено жители на Амстердам се заселват със семействата си. Основният проблем – недостигът на пространство – лесно се разрешава, като се изграждат нови постройки, които би могло да послужат като място за спане за курортистите.
Хотел Де Званстрат е разширен до плажа. Това позволява на гостите на морския хотел да се къпят в морето след кратка разходка. Първоначално им е разрешено да влизат в морето с треньор, по-късно те се осмеляват да излизат на плажа в бански костюми и в крайна сметка бикини и плувни шорти доминират плажната сцена (с изключение на голия плаж между Вайк ан Зее и Хемскерк).
В края на XIX век все повече курортисти от Амстердам започват да изграждат собствени летни резиденции на южния край на селището. Тогава се създава и къщата, която по-късно се превръща в хотел „Берг и Дал“, който е изгорен през 1961 г. след цялостен ремонт. Други приходящи наемат къща във Вайк ан Зее за няколко месеца или седмици. Наемодателят и неговото семейство живеят в така наречената „лятна къща“ зад къщата. До 70-те години на миналия век е обичайно в католическата църква във Вайк ан Зее да има допълнителни литургии през летните месеци, тъй като енорийската църква е твърде малка, за да приюти притока на хора, който силно се е увеличил през лятото.
През седемдесетте години на ХХ век дългосрочният престой на морските посетители в града до голяма степен приключва. Оттогава фокусът е върху дневната почивка в курорта. На брега на Вайк ан Зее, който е най-големият от континенталната част на Холандия, всяко лято може да се види дълга редица плажни къщи, които не могат да се използват през нощта (правило, което често се пренебрегва на практика).
Днес поради местоположението си край морето Вайк ан Зее се е превърнал в популярна дестинация за туристите. Макар че това се отразява на икономиката на града (която до голяма степен се състои от барове и хотели), Вайк ан Зее продължава да функционира повече или по-малко традиционно.

## Обществена дейност
От 1999 г. във Вайк ан Зее и датският град Томеруп инициират движението на малки градове в Европа (буквално „Културно село“, на английски: Cultural Village – но разбира се, не става дума за селата в обичайния смисъл на думата), насочено към повишаване на престижа на много малки населени места, за да им покаже ползите за обикновения човек, който в един малък град няма да се изгуби, няма да стане пионка в политическата игра на общинските власти. В днешно време това движение обединява 12 града, които освен Нидерландия и Дания, представляват още Испания, Италия, Франция, Великобритания, Германия, Австрия, Унгария, Чехия, Естония и Гърция.

## Спортна дейност
От 1968 г. във Вайк ан Зее през януари традиционно се провежда един от най-силните и най-старите шахматни турнири в света, който от 1938 до 1967 г. е игран в съседния град Бевервейк. До 1999 г. турнирът се нарича Хооговенс, от 2000 до 2010 г. – Корус и от 2011 г. – Тата Стил (на нидерландски: Tata Steel).

## Галерия
- Католическа църква „Свети Одуф“ от XIX век
- Къщи
- Селищна църква от XV век
- Крайбрежни къщи в дюните до плажа
- Плажът на Вайк ан Зее
- Стоманена скулптура в парка до морето
- Изглед към Вайк ан Зее от морето
- Къмпинг Роландсдуин във Вайк ан Зее в сянката на Хооговенс (Стоманолеярен завод)